# 科隆纳宫
科隆納宫（義大利語：Palazzo Colonna）是意大利羅馬的一座歷史建筑，位於市中心奎里纳莱山下的宗徒廣場，毗鄰十二宗徒聖殿。它興建在古羅馬塞拉比斯神廟廢墟上，屬於著名的科隆納家族已有三十餘代。

## 歷史

### 中世紀至文藝復興時期
宫殿的第一部分可追溯到13世紀，但大部分建築都是建於14世紀。傳統認為，但丁訪問羅馬時就住在這里。奧托內·科隆納樞機在成為教宗馬丁五世以前居住於此，在他當任教宗期間也把這當作教宗宮殿。
1527年的羅馬之劫中，憑藉著家族與神聖羅馬帝國良好的關係，宮殿並未遭到洗劫與破壞，甚至在此為3,000名貴族、平民提供庇護。

### 近現代歷史
家族於17世紀中葉，在吉羅拉莫·科隆納樞機的主導下，聘請建築師安東尼奧·德爾·格蘭德將宮殿改建成巴洛克式建築，濟安·貝尼尼、卡洛·豐塔納、吉羅拉莫·萊納爾迪以及約翰·保羅·肖爾也有參與宮殿的設計，之後宮殿並沒有再做多大的改變，宮殿雖經過數個世紀的變遷，但時至今日仍為家族資產。

## 科隆納美術館

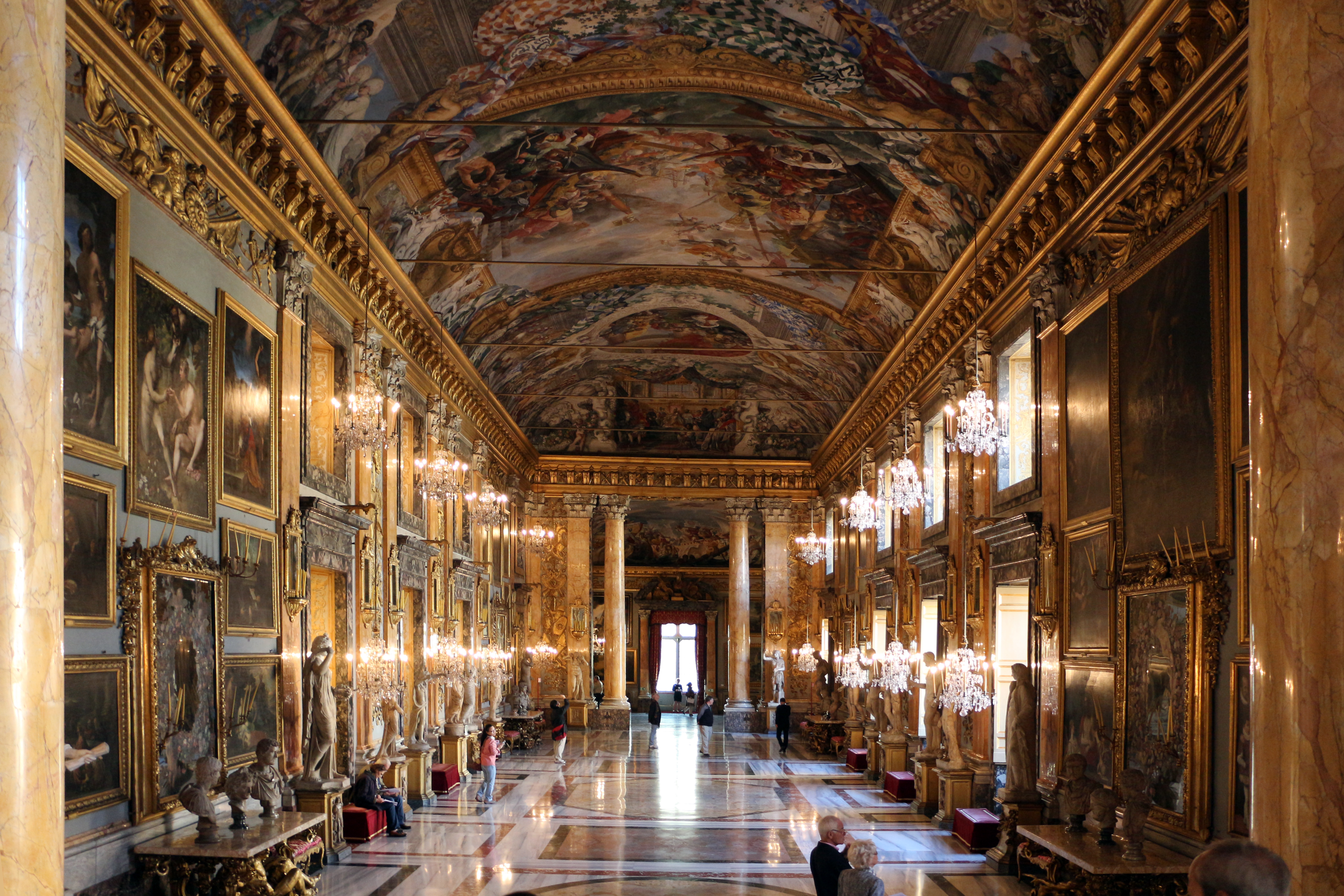
科隆納美術館

宮殿內設有科隆納美術館，美術館完成於1703年，如同多利亞潘菲利美術館和帕拉維奇尼-羅斯皮利奧斯宮，是羅馬最大的私人藝術收藏之一，美術館收藏了大量15至17世紀名家如賓杜里基奧、科西莫·圖拉、卡羅·克里韋利、安尼巴萊·卡拉齊、圭多·雷尼、薩爾瓦托·羅薩、布龍齊諾、圭尔奇诺、保羅·委羅內塞及加斯帕尔·范维特尔等人的畫作。美術館在星期六上午對公眾開放。